# 3559 Віоламаєр
3559 Віоламаєр (3559 Violaumayer) — астероїд головного поясу, відкритий 8 серпня 1980 року.
Тіссеранів параметр щодо Юпітера — 3,440.